# 서울 체부동 홍종문 가옥
체부동 홍종문 가옥(體府洞 洪鍾文 家屋)은 서울특별시 종로구 체부동에 있는 한옥이다. 1994년 2월 28일 서울특별시의 민속문화재 제29호로 지정되었다.

## 개요
넓은 대지에 연못과 정원을 갖춘 한옥으로 1910년대에 지은 것이다.
건축부재의 사용과 기단 처리에 있어서 이 시기 개량 한옥의 모습을 잘 보여주고 있으며, 사랑채가 분리되어 있지 않은 점도 특징적이다.
원형이 잘 보존되어 있는 일제시대의 전통 한옥으로, 고유의 멋을 잘 간직하고 있는 건축이다.

## 특징
이 가옥은 안채의 상량문에 의하여 1913년 건립된 것으로 추정된다. 조선 말기 대감을 지냈다고 전해지는 권태환(權泰煥)이 1922년 구입한 것을 1946년 김태순(金泰淳), 정두양(鄭斗陽)에게 전매되었다가 1956년 대한독립단회장 등을 역임한 해사(海史) 이원순(李元淳)이 구입하여 살다가 1962년 대한테니스협회장을 역임한 홍종문이 매입하여 현재에 이르고 있다.
이 가옥은 넓은 정원에 자리잡은 한옥 안채ㆍ정자ㆍ광ㆍ현대식 양옥 등으로 구성되었는데, 그 가운데 원형이 잘 보존되고 한국 고유의 건축미를 간직하고 있는 안채와 광ㆍ한옥 2동이 서울특별시 민속자료로 지정되어 보존되고 있다.
안채는 대지의 북쪽에 동남향으로 자리잡았고, 그 앞으로 정자가 있으며, 안채 안마당의 동북쪽으로 광이 있다. 양옥은 안채 서남쪽에 위치하고 있다. 이 가옥에는 조선시대 석등을 갖춘 정원이 안채 남쪽에 일부 남아 있고, 정자 앞쪽에는 담을 끼고 작은 연못이 있다.
안채는 대청을 중심으로 오른쪽으로 전퇴를 갖춘 안방이 있고, 안방 오른쪽에 부엌이 붙어 앞으로 꺾여 나왔으며, 안방과 부엌 뒤로 마루와 방이 있다. 대청 왼쪽 뒤로는 화장실이 있고, 화장실 뒤로는 몸채와 직교하며 돌출한 방이 있다. 화장실 앞으로도 몸채에서 앞으로 꺾여 나온 방과 서재가 차례로 있고 거기서 왼쪽으로 꺾여나가 다시 방이 있는데, 이곳은 원래 사랑채였던 것으로 판단된다. 세벌 장대석으로 쌓은 기단 위에 주춧돌을 놓고 그 위에 사각기둥을 세워 납도리를 건 겹처마 팔작지붕이다.
이 가옥은 사랑채가 안채에서 분리되지 않은 평면 구성을 한 점, 기단을 장대석으로 조성한 점, 통소로를 사용한 점 등에서 1910년대 당시 전통한옥의 특성을 잘 보여주고 있다.

## 참고 문헌
- 체부동홍종문가 - 국가유산청 국가유산포털
- 본 문서에는 서울특별시에서 지식공유 프로젝트를 통해 퍼블릭 도메인으로 공개한 저작물을 기초로 작성된 내용이 포함되어 있습니다.